# Núi lửa học

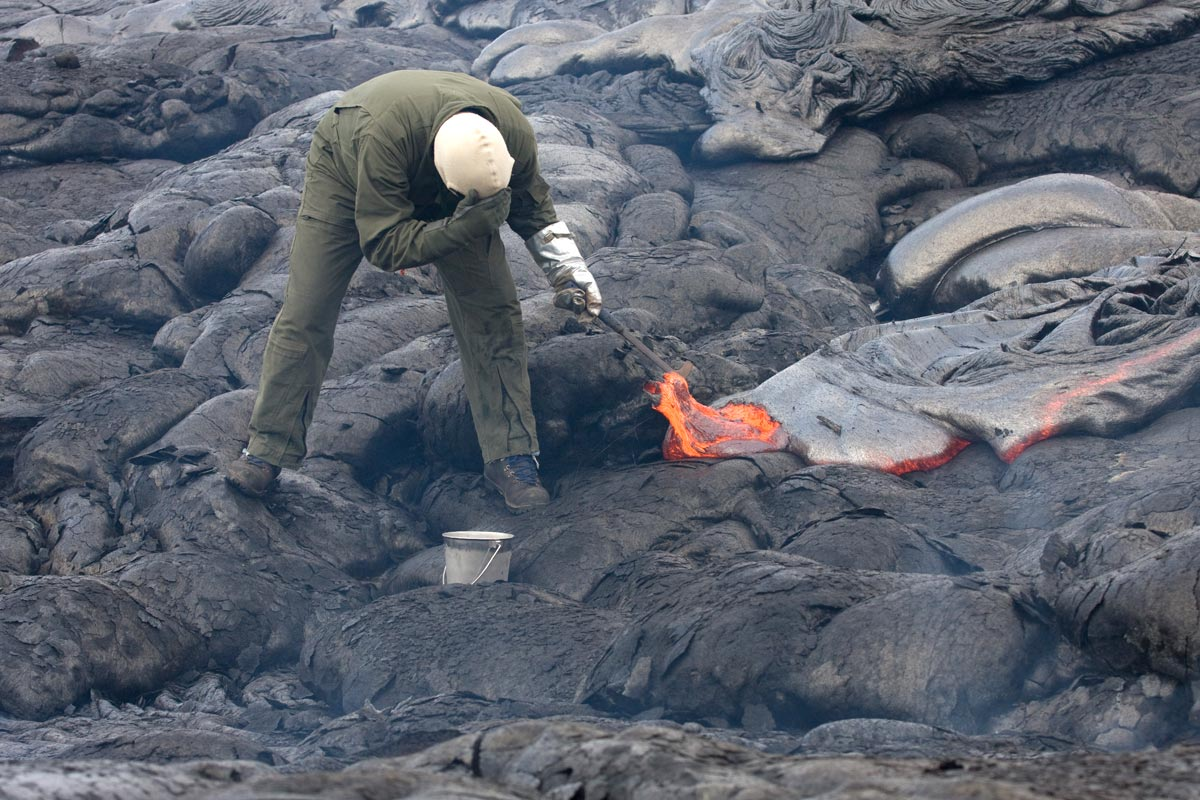
Nhà núi lửa học lấy mẫu dung nham bằng búa đá và xô nước

Núi lửa học là ngành khoa học nghiên cứu về núi lửa, dung nham, magma, và các hiện tượng địa chất, địa vật lý và địa hóa liên quan đến núi lửa. Thuật ngữ (tiếng Anh) "volcanology" (đôi khi viết là vulcanology) có nguồn gốc từ tiếng Latin Vulcan, là vị thần lửa La Mã cổ đại.
Một nhà núi lửa học, hay nhà nghiên cứu về núi lửa, là một nhà địa chất học nghiên cứu hoạt động phun trào và hình thành núi lửa, và vụ phun trào hiện tại và lịch sử của nó. Các nhà núi lửa học thường xuyên ghé thăm núi lửa, đặc biệt là núi đang hoạt động, để theo dõi các vụ phun trào núi lửa, thu thập các sản phẩm phun trào bao gồm tefrit (tephra) (gồm tro hoặc đá bọt [pumice]), đá và dung nham.
Một trọng tâm chính của điều tra là dự đoán về phun trào. Tuy nhiên hiện nay không có cách chính xác nào để thực hiện việc dự báo này, nhưng dự đoán vụ phun trào, cũng như dự báo động đất, có thể cứu được nhiều mạng sống. 

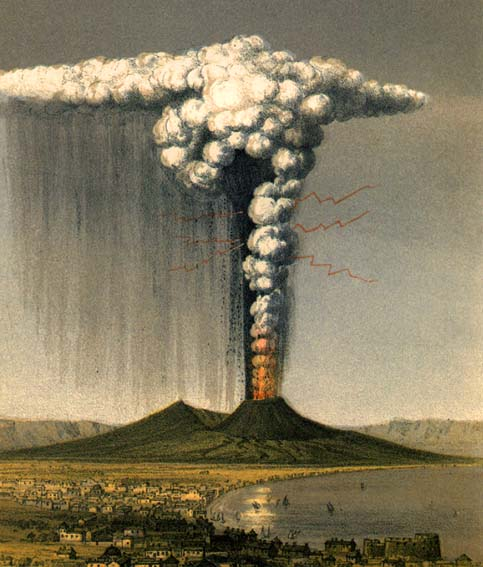
Núi Vesuvius phun trào năm 1822. Vụ phun trào năm 79 có thể cũng tương tự.

## Núi lửa học hiện đại

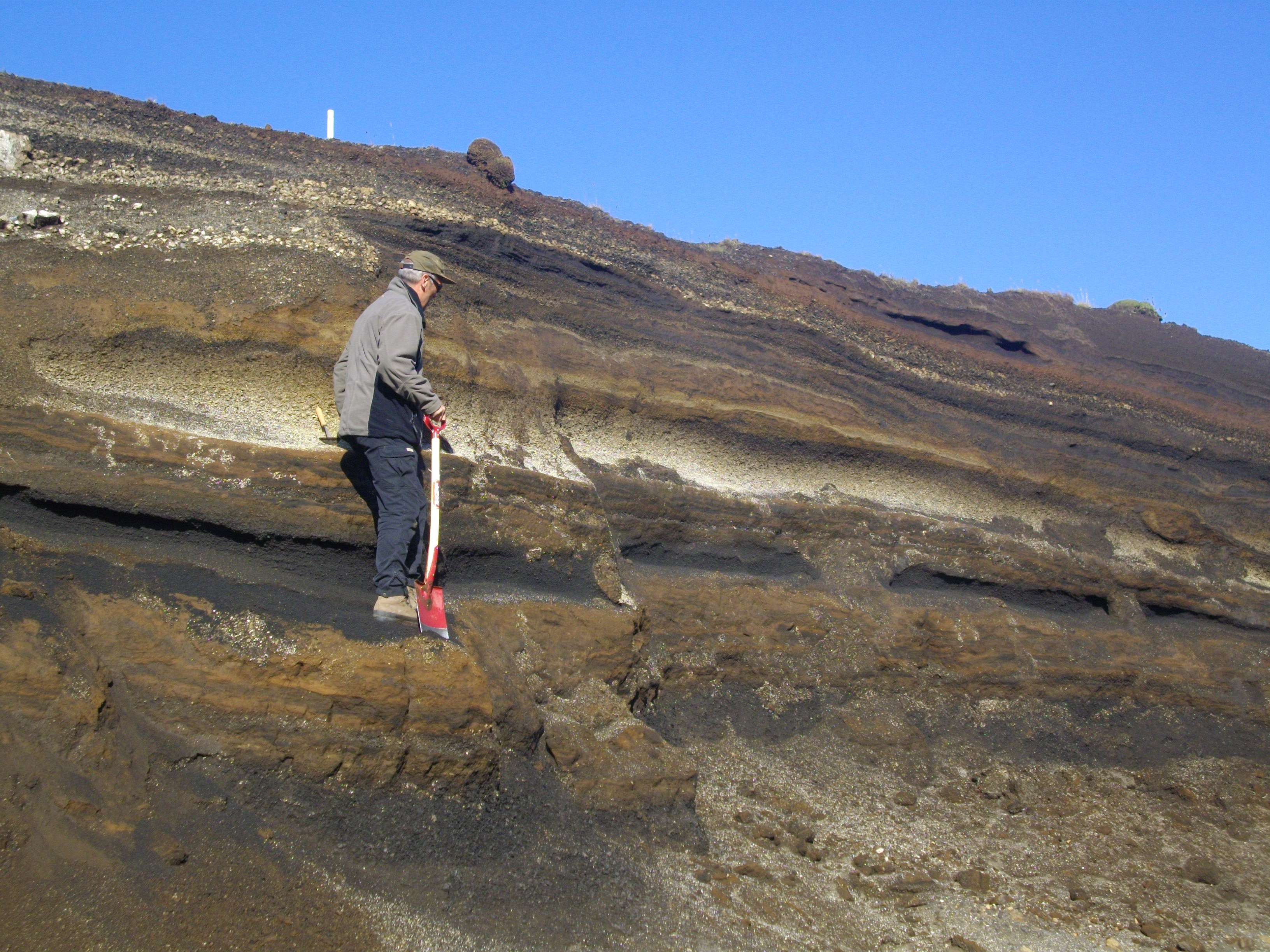
Nhà núi lửa học kiểm tra các tầng tephra ở phía nam trung tâm Iceland.

Năm 1841, đài quan sát núi lửa đầu tiên, Đài thiên văn Vesuvius, được thiết lập tại Vương quốc Hai Sicilie.
Các quan sát địa chấn được thực hiện bằng cách sử dụng địa chấn kế được triển khai gần các khu vực núi lửa, cảnh báo địa chấn gia tăng trong các sự kiện núi lửa, đặc biệt là tìm kiếm các chấn động điều hòa trong thời gian dài, báo hiệu chuyển động magma xuyên qua các ống dẫn núi lửa.
Giám sát biến dạng bề mặt bao gồm việc sử dụng các kỹ thuật trắc địa như cân bằng, độ nghiêng, độ căng, góc và khoảng cách thông qua máy đo độ nghiêng, tổng đài và đo đạc khoảng cách điện tử (EDM, Electronic Distance Measurement). Điều này cũng bao gồm các quan sát GNSS và InSAR. Biến dạng bề mặt cho thấy sự trồi lên của mắc ma: cung cấp mắc ma tăng tạo ra những chỗ phồng lên ở bề mặt của tâm núi lửa.
Khí thải ra có thể được theo dõi bằng các thiết bị bao gồm máy quang phổ cực tím cầm tay (COSPEC, hiện được thay thế bởi miniDOAS), phân tích sự hiện diện của các loại khí núi lửa như sulfur dioxide; hoặc bằng quang phổ hồng ngoại (FTIR). Phát thải khí gia tăng và đặc biệt là những thay đổi trong thành phần khí có thể báo hiệu một vụ phun trào núi lửa sắp xảy ra.
Sự thay đổi nhiệt độ được theo dõi bằng nhiệt kế và quan sát sự thay đổi tính chất nhiệt của hồ và lỗ thông hơi núi lửa, có thể chỉ ra hoạt động sắp tới.
Vệ tinh được sử dụng rộng rãi để giám sát núi lửa, vì chúng cho phép một khu vực rộng lớn được giám sát dễ dàng. Họ có thể đo lường sự lan rộng của một đám tro, chẳng hạn như vụ phun trào năm 2010 của Eyjafjallajökull , cũng như lượng khí thải SO2. InSAR và hình ảnh nhiệt có thể giám sát các khu vực đông dân cư, khan hiếm nơi mà nó sẽ quá đắt để duy trì các thiết bị trên mặt đất.
Các kỹ thuật địa vật lý khác (quan sát điện, trọng lực và từ trường) bao gồm theo dõi biến động và thay đổi đột ngột của điện trở suất, dị thường trọng lực hoặc mô hình dị thường từ có thể chỉ ra sự đứt gãy do núi lửa và sự dâng trào của mắc ma.
Các phân tích địa tầng bao gồm phân tích trầm tích tro núi lửa và dung nham và xác định niên đại để đưa ra mô hình phun trào núi lửa, với các chu kỳ hoạt động mạnh mẽ và quy mô của các vụ phun trào.

## Lịch sử
Núi lửa có một lịch sử rộng lớn. Ghi chép sớm nhất về vụ phun trào núi lửa có thể là trên một bức tranh treo tường có niên đại khoảng 7.000 BCE được tìm thấy tại địa điểm thời kỳ đồ đá mới tại Çatal Höyük ở Anatolia, Thổ Nhĩ Kỳ. Bức tranh này đã được giải thích như một mô tả về một ngọn núi lửa đang phun trào, với một cụm các ngôi nhà bên dưới cho thấy một ngọn núi lửa đôi đỉnh núi phun trào, với một thị trấn ở căn cứ của nó (mặc dù các nhà khảo cổ học hiện nghi ngờ cách giải thích này). Núi lửa có thể là Hasan Dağ, hoặc người hàng xóm nhỏ hơn của nó, Melendiz Dağ.

### Triết lý Hy Lạp-La Mã
Thế giới cổ điển của Hy Lạp và Đế chế La Mã cổ đại đã giải thích núi lửa là địa điểm của nhiều vị thần khác nhau. Người Hy Lạp cho rằng Hephaestus, thần lửa, ngồi dưới ngọn núi lửa Etna, rèn vũ khí của thần Zeus. Từ Hy Lạp được sử dụng để mô tả núi lửa là etna, hay hiera, sau Heracles, con trai của thần Zeus. Nhà thơ La Mã Virgil, khi giải thích các thần thoại Hy Lạp, cho rằng Enceladus khổng lồ đã bị nữ thần Athena chôn vùi bên dưới Etna như một hình phạt cho sự nổi loạn chống lại các vị thần; tiếng ầm ầm của ngọn núi là tiếng khóc đau khổ của anh ta, ngọn lửa của anh ta và sự run rẩy lan can của anh ta chống lại các song sắt trong nhà tù của anh ta. Mimas, anh trai của Enceladus, được chôn cất bên dưới Vesuvius bởi Hephaestus, và máu của những người khổng lồ bị đánh bại khác tràn đầy trên Cánh đồng Phlegrean xung quanh Vesuvius.
Nhà triết học Hy Lạp Empedocles (khoảng 490 - 430 TCN) đã thấy thế giới được chia thành bốn lực lượng nguyên tố, gồm Trái Đất, Không khí, Lửa và Nước. Núi lửa, Empedocles được duy trì, là biểu hiện của Lửa nguyên tố. Plato cho rằng các kênh nước nóng và lạnh chảy với số lượng không thể cạn qua các dòng sông ngầm. Ở sâu thẳm Trái Đất, một con sông lửa khổng lồ, Pyriphlegethon, nơi nuôi sống tất cả các núi lửa của thế giới. Aristotle coi lửa ngầm là kết quả của "sự... ma sát của gió khi nó lao vào những lối đi hẹp".
Gió đóng một vai trò quan trọng trong các giải thích về núi lửa cho đến thế kỷ 16. Lucretius, một triết gia La Mã, tuyên bố Etna hoàn toàn trống rỗng và những đám cháy dưới lòng đất được điều khiển bởi một cơn gió dữ dội lưu thông gần mực nước biển. Ovid tin rằng ngọn lửa được cho ăn từ "thực phẩm béo" và các vụ phun trào đã dừng lại khi hết thức ăn. Vitruvius cho rằng lưu huỳnh, phèn và bitum đã đốt cháy các đám cháy sâu. Các quan sát của Pliny the Elder ghi nhận sự hiện diện của các trận động đất xảy ra trước một vụ phun trào; ông đã chết trong vụ phun trào Vesuvius vào năm 79 sau khi điều tra nó tại Stabiae. Cháu trai của ông, Pliny the Younger đã đưa ra những mô tả chi tiết về vụ phun trào mà chú của ông đã chết, do cái chết của ông do ảnh hưởng của khí độc. Những vụ phun trào như vậy đã được đặt tên là Plinian để vinh danh hai tác giả.

### Những quan sát thời Phục hưng
Nuées ardentes đã được mô tả từ Azores vào năm 1580. Georgius Agricola lập luận các tia sáng mặt trời, vì sau đó đề xuất của Descartes không liên quan gì đến núi lửa. Agricola tin rằng hơi dưới áp lực gây ra phun trào 'dầu từ núi' và bazan.
Jesuit Athanasius Kircher (1602 - 1680) đã chứng kiến những vụ phun trào của núi Etna và Stromboli, sau đó đến thăm miệng núi lửa Vesuvius và công bố quan điểm của ông về một Trái Đất với một ngọn lửa trung tâm kết nối với nhiều ngọn lửa khác do đốt cháy lưu huỳnh, bitum và than đá.
Johannes Kepler coi núi lửa là ống dẫn nước mắt và chất thải của Trái Đất, mất bitum, nhựa đường và lưu huỳnh. Descartes, tuyên bố rằng Thiên Chúa tạo ra Trái Đất ngay lập tức, tuyên bố ông đã làm như vậy trong ba lớp; Độ sâu lửa, một lớp nước và không khí. Núi lửa, ông nói, được hình thành nơi các tia mặt trời xuyên qua Trái Đất.
Khoa học gặp khó khăn với những ý tưởng đốt cháy pyrite bằng nước, đá đó là bitum hóa rắn, và với các khái niệm về đá được hình thành từ nước (chủ nghĩa Hải vương). Trong số các núi lửa được biết đến, tất cả đều ở gần mặt nước, do đó hành động của biển trên đất liền được sử dụng để giải thích núi lửa.

### Sư tương tác với tôn giáo và thần thoại
Truyền thuyết bộ lạc của núi lửa có rất nhiều từ Vành đai lửa Thái Bình Dương và Châu Mỹ, thường gọi các thế lực siêu nhiên hoặc thần thánh để giải thích sự bùng nổ dữ dội của núi lửa. Taranaki và Tongariro, theo thần thoại Māori, là những người yêu đã yêu Pihanga, và một cuộc chiến ghen tuông cay nghiệt xảy ra sau đó. Māori sẽ không sống đến ngày nay giữa Tongariro và Taranaki vì sợ tranh chấp lại bùng lên.
Trong tôn giáo Hawaii, Pele (/ ˈpeɪleɪ / Pel-a; [pɛlɛ]) là nữ thần của núi lửa và là một nhân vật nổi tiếng trong thần thoại Hawaii. Pele đã được sử dụng cho các thuật ngữ khoa học khác nhau như cho tóc của Pele, nước mắt của Pele và Limu o Pele (rong biển của Pele). Một ngọn núi lửa trên mặt trăng Jovian Io cũng được đặt tên là Pele.
Saint Agatha là vị thánh bảo trợ của Catania, gần núi Etna, và là một ví dụ rất được tôn kính (cho đến ngày nay) về các vị tử đạo đồng trinh của thời cổ đại Kitô giáo. Vào năm 253 sau Công nguyên, một năm sau cái chết dữ dội của cô, sự tĩnh lặng của vụ phun trào Mt. Etna được cho là do sự can thiệp của cô. Tuy nhiên, Catania gần như bị phá hủy hoàn toàn sau vụ phun trào Mt. Etna vào năm 1169 và hơn 15.000 cư dân của nó đã chết. Tuy nhiên, cô đã được viện dẫn lần nữa cho vụ phun trào Etna năm 1669 và, vì một đợt bùng phát gây nguy hiểm cho Nicolosi vào năm 1886. Cách cô ấy được viện dẫn và đối phó trong tín ngưỡng Dân gian Ý, một cách tiếp cận theo cách chuyên nghiệp đối với các vị thánh, có liên quan (theo truyền thống của James Frazer) đối với người ngoại giáo trước đó.
Năm 1660, vụ phun trào Vesuvius đã làm mưa làm tan các tinh thể pyroxene và tro bụi trên các ngôi làng gần đó. Các tinh thể giống như cây thánh giá và điều này được hiểu là tác phẩm của Saint Januarius. Tại Napoli, các thánh tích của Thánh Januarius được diễu hành qua thị trấn trong mỗi lần phun trào lớn của Vesuvius. Sự hiện diện của những đám rước này và nhật ký 1779 và 1794 của Cha Antonio Piaggio cho phép nhà ngoại giao người Anh và nhà tự nhiên nghiệp dư Ngài William Hamilton cung cấp một niên đại chi tiết và mô tả về các vụ phun trào của Vesuvius.
- Plato (428–348 BC)
- Pliny the Elder (23–79 AD)
- Pliny the Younger (61 – c. 113 AD)
- Georges Louis Leclerc, Bá tước xứ Buffon (1707–1788)
- James Hutton (1726–1797)
- Déodat Gratet de Dolomieu (1750–1801)
- Giuseppe Mercalli (1850–1914)
- Haroun Tazieff (1914–1998), advisor to the French Government và Jacques Cousteau
- George P. L. Walker (1926–2005), pioneering volcanologist who transformed the subject into a quantitative science
- Haraldur Sigurdsson (1939), Icelandic volcanologist and geochemist
- Katia and Maurice Krafft (1942–1991 and 1946–1991, respectively), died at Mount Unzen in Japan, 1991
- David A. Johnston (1949–1980), killed during the 1980 eruption of Mount St. Helens
- Harry Glicken (1958–1991), died at Mount Unzen in Japan, 1991